# Paice, Ashton & Lord
Paice, Ashton & Lord byla britská rhythm and bluesová, funková, soulová a rocková skupina, založená v roce 1977, po rozpadu hard rockové skupiny Deep Purple. Členové skupiny byli Ian Paice (bicí) a Jon Lord (klávesy) (dříve Deep Purple), Tony Ashton (zpěv), Bernie Marsden (kytara) a Paul Martinez (baskytara).